# George Engelmann
George Engelmann (Frankfurt am Main, 2 de fevereiro de 1809 — Saint-Louis, 11 de fevereiro de 1884) foi um médico e botânico norteamericano de origem alemã.